# Requin-citron faucille
Negaprion acutidens
Vous lisez un « article de qualité » labellisé en 2011.
Espèce
Statut de conservation UICN

 VU  : Vulnérable
Le Requin-citron faucille ou Requin-limon faucille (Negaprion acutidens), parfois appelé requin-citron, est une espèce de requins, de la famille des Carcharhinidés, largement distribuée dans les eaux tropicales du bassin Indo-Pacifique. Elle est étroitement liée au vrai requin-citron (N. brevirostris), les deux espèces étant presque identiques en apparence : les deux requins sont trapus, à tête large, avec deux nageoires dorsales de taille égale et une coloration jaunâtre. Comme son nom commun l'indique, le requin-citron faucille diffère de son homologue américain notamment par ses nageoires plus falciformes (en forme de faucille). Cette espèce peut atteindre 3,8 m de long. Il habite généralement les eaux de moins de 92 m de profondeur dans une grande variété d'habitats, aussi bien les mangroves que les récifs coralliens.
C'est un prédateur lent qui se nourrit principalement de poissons osseux. Le requin-citron faucille parcourt rarement de longues distances et de nombreux individus restent toute l'année au même endroit. Comme d'autres membres de sa famille, cette espèce est vivipare. Les femelles donnent naissance à plus de 13 juvéniles tous les deux ans, après une période de gestation de 10 à 11 mois. Même si ce requin est dangereux pour l'homme et réputé pour ses réactions vigoureuses à toutes provocations, dans des circonstances normales, il s'avère être prudent et a tendance à fuir si on l'approche.
L'Union internationale pour la conservation de la nature (UICN) a évalué cette espèce comme vulnérable ; sa faible productivité et son taux de reproduction limité empêchent la reconstitution rapide des populations décimées. En Asie du Sud, les populations de cette espèce ont été gravement endommagées ou ont même disparu à cause de l'exploitation non réglementée de sa chair, de ses ailerons et de l'huile de son foie.

## Description

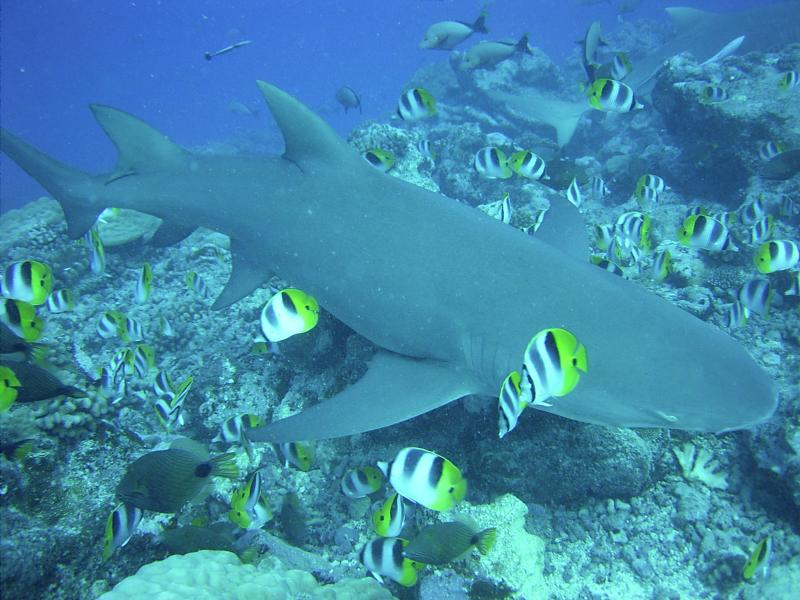
Les nageoires en forme de faucille sont une caractéristique distinctive de cette espèce.

Le requin-citron faucille a un corps robuste et trapu et une courte et large tête. Le museau est arrondi, presque en forme de coin, avec de petites narines portant des rabats triangulaires de peau à l'avant. Les yeux sont petits et il n'a pas de stigmates. De petits sillons sont présents dans les coins de la gueule. Il possède 13 à 16 (habituellement 14) rangées de dents de chaque côté des deux mâchoires, sans compter les dents minuscules de la symphyse (la ligne médiane de la mâchoire). Les dents du haut ont un point de rebroussement avec une large base et une encoche de chaque côté ; ces dents deviennent de plus en plus inclinées vers les coins de la bouche. Les dents inférieures ressemblent aux dents supérieures, mais sont plus étroites et plus droites. Les dents des individus de plus de 1,4 m de long sont finement dentelées.
Les nageoires (en particulier les dorsales, les pectorales et les pelviennes) du requin-citron faucille sont plus falciformes que celles du vrai requin-citron, sinon très similaires. La première nageoire dorsale est placée plus près des pelviennes que de la nageoire pectorale. La deuxième nageoire dorsale, à peu près égale à la première en taille, se situe au-dessus ou légèrement en avant de la nageoire anale. Il n'y a pas de crête entre les nageoires dorsales. Les nageoires pectorales sont longues et larges, commençant entre la troisième et la quatrième fentes branchiales. La nageoire anale a une grande encoche à sa pointe. La fosse pré-caudale (une cavité juste avant de la nageoire caudale) est orientée longitudinalement. Les grandes denticules dermiques se chevauchent et portent 3 à 5 nervures horizontales chacune. La coloration est en majorité brun jaunâtre ou gris au-dessus et plus clair en dessous, avec plus de jaune sur les nageoires. Cette espèce peut atteindre une longueur maximale de 3,8 mètres, mais elle ne dépasse généralement pas 3,1 mètres.

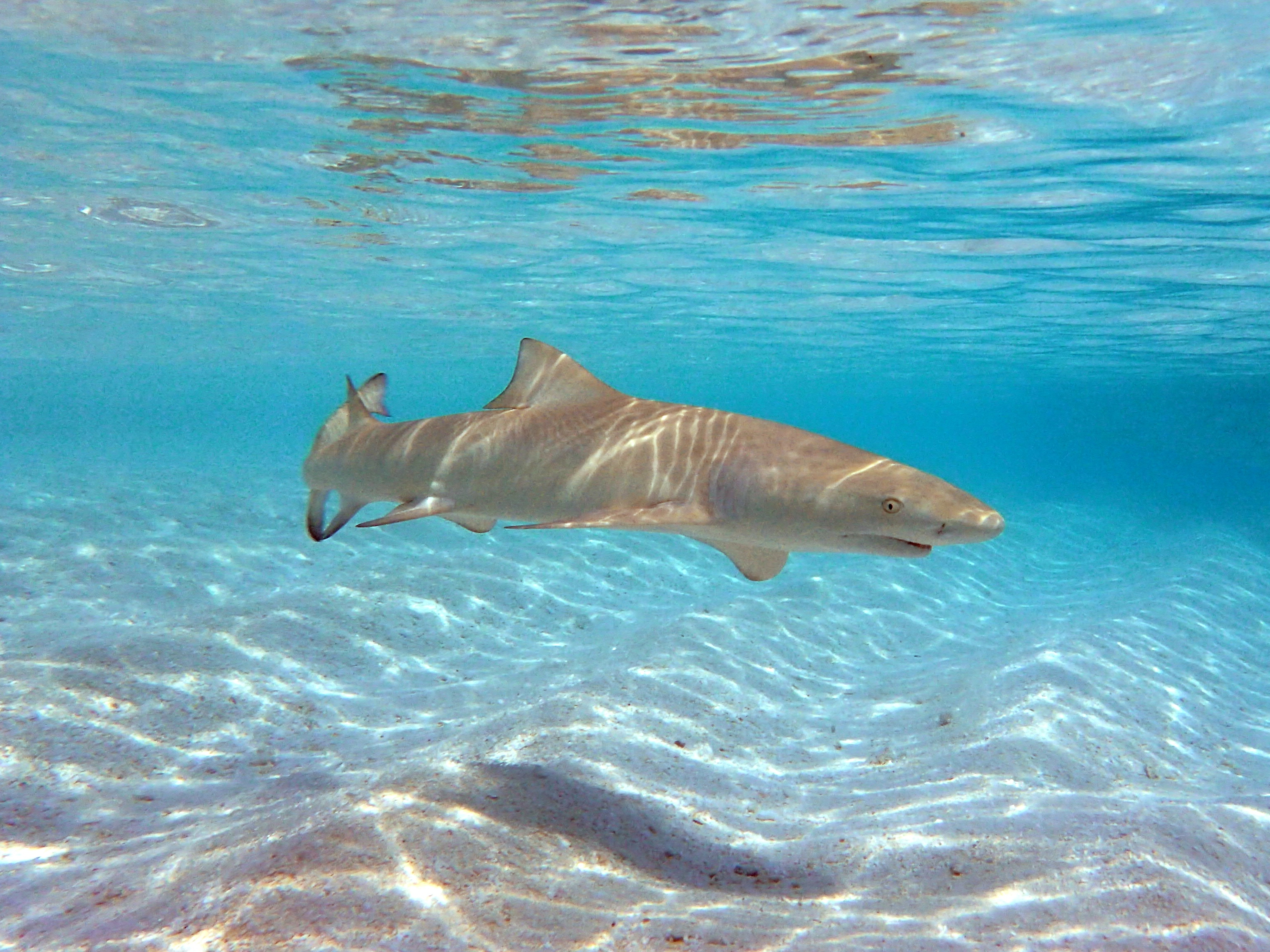
Aux Maldives.
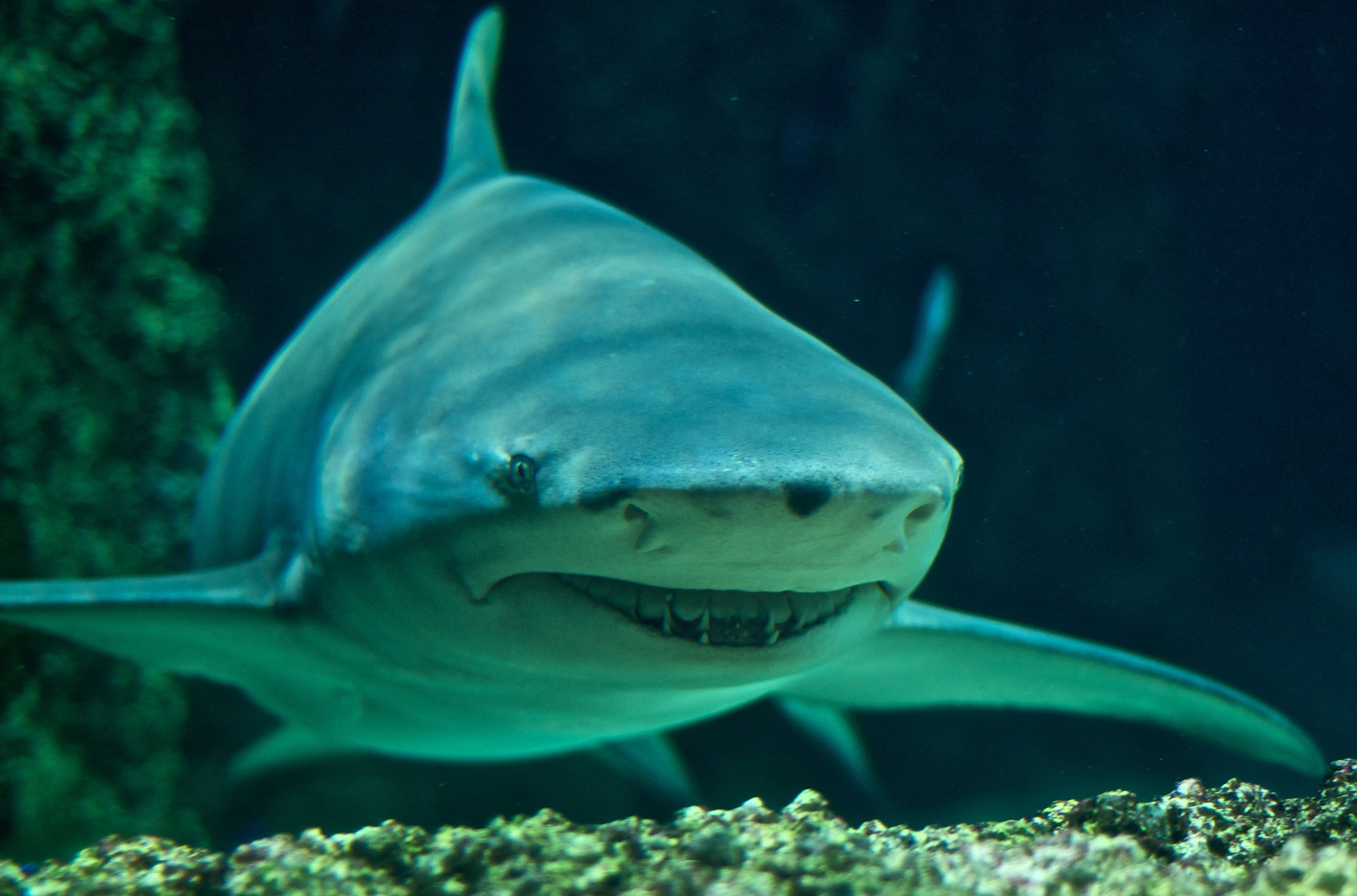
De face.
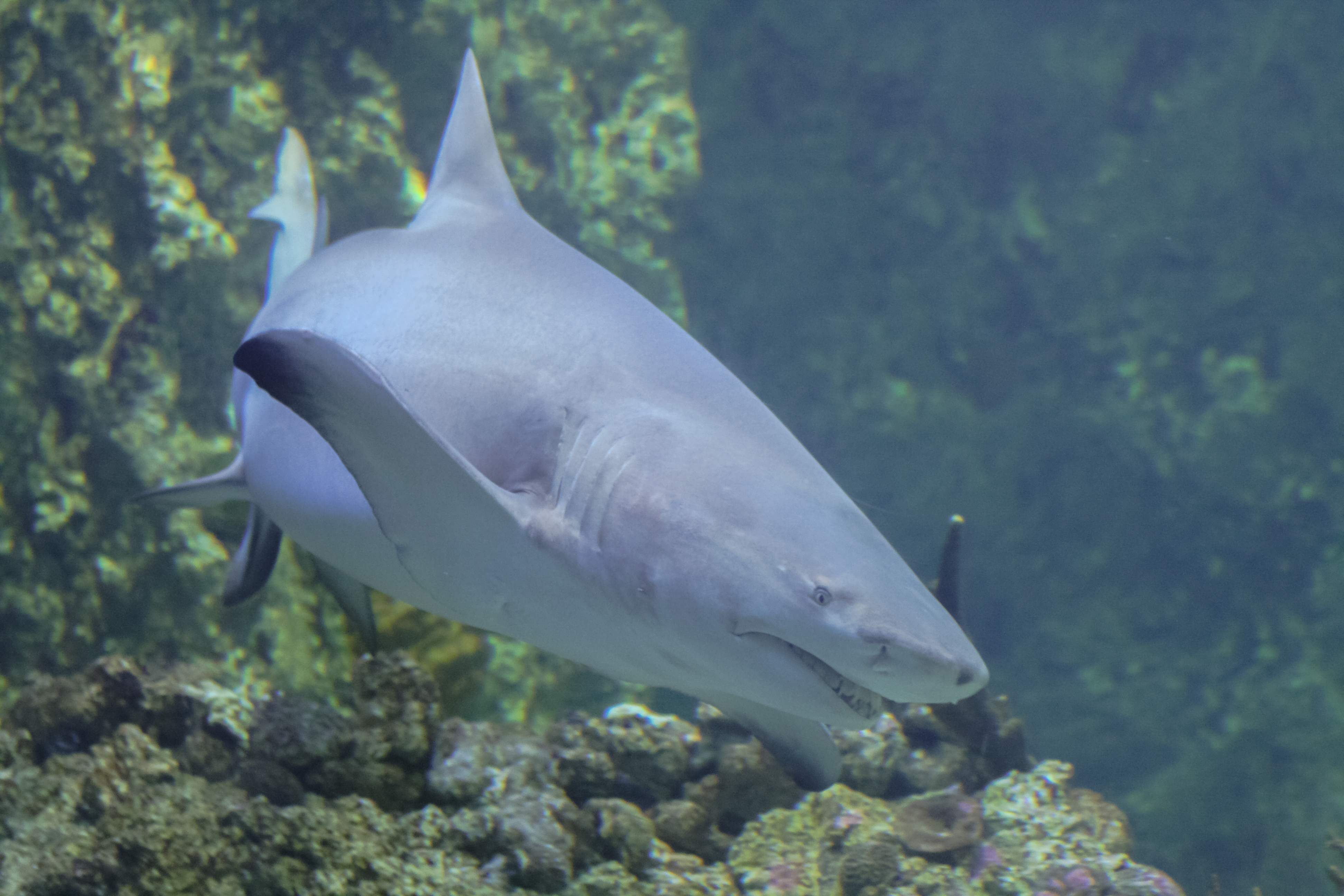
De profil.

## Biologie et écologie

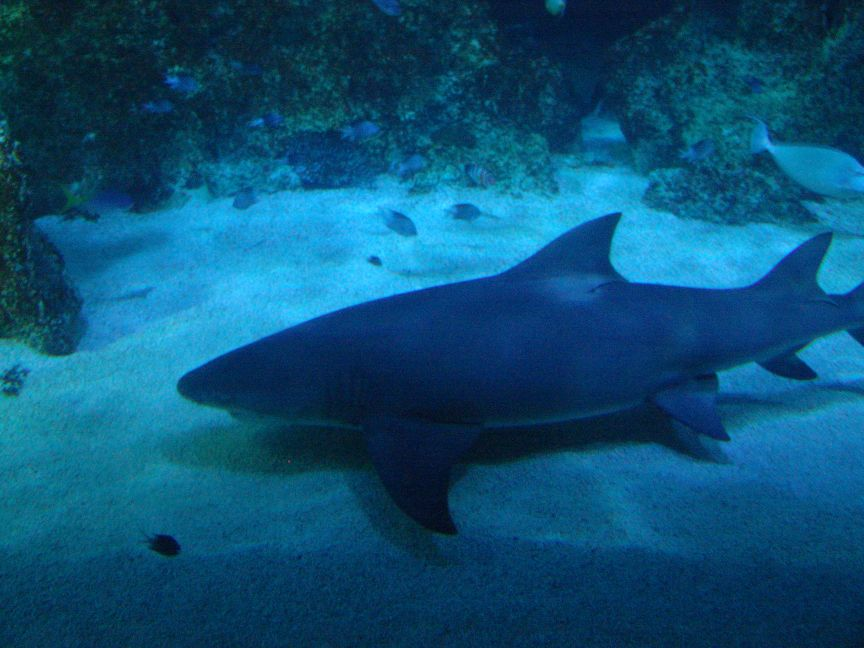
Le requin-citron faucille nage habituellement près du fond.

Le requin-citron faucille est une espèce lente, généralement considérée comme un flâneur qui avance juste au-dessus du fond. À la différence de la plupart des carcharhinidés, il est capable de pomper de l'eau plus efficacement avec ses branchies afin d'éviter d'avoir à trop se déplacer. Cependant, il approche souvent de la surface en quête de nourriture. Ce requin s'aventure rarement sur de longues distances. Une étude menée à l'atoll d'Aldabra aux Seychelles a constaté que parmi les requins marqués qui ont été retrouvés par la suite, plus de 90 % étaient encore à moins de 2 km de leur lieu de marquage initial. Une autre étude menée à Moorea, en Polynésie française, a constaté que certains des requins locaux étaient des résidents de l'île à l'année, tandis que d'autres étaient plus transitoires et ne la visitaient qu'occasionnellement.
Plus de 90 % du régime alimentaire du requin-citron faucille se compose de petits téléostéens, notamment les harengs, les mulets, les maquereaux, les athérines, les aiguillettes, les éperlans, les merlans, les pagres, les poissons-chats de mer, les balistes, les poissons-perroquets, et les poissons porcs-épics. Occasionnellement, ils peuvent aussi capturer des céphalopodes et des crustacés et les individus âgés peuvent même consommer des raies pastenagues et des raies-guitares,,. Cette espèce peut être la proie de grands requins. Parmi ses parasites connus, on compte les cestodes Paraorygmatobothrium arnoldi, Pseudogrillotia spratti, Phoreiobothrium perilocrocodilus et Platybothrium jondoeorum. Le requin-citron faucille peut reposer sur le fond pour effectuer un nettoyage par des labres nettoyeurs communs, au cours duquel il peut ouvrir la bouche et arrêter sa respiration plus de 150 secondes pour donner aux labres l'accès à sa bouche et à ses branchies.
Comme chez les autres membres de sa famille, le requin-citron faucille est vivipare, ce qui signifie que les embryons se développent avec un cordon placentaire formé à partir de leur sac vitellin appauvri. Les femelles donnent naissance à 1-13 (généralement 6-12) petits tous les deux ans dans les « nurseries » en eaux peu profondes, après une période de gestation de 10 à 11 mois,. Contrairement au vrai requin-citron, il y a peu de preuves que cette espèce soit philopatrique (retournant sur le site de leur naissance pour se reproduire). La parturition a lieu en octobre ou en novembre à Madagascar et à Aldabra et en janvier en Polynésie française. L'ovulation et l'accouplement chez les femelles non-enceintes a lieu en même temps. Les embryons développent un placenta après environ quatre mois de gestation, quand ils possèdent encore des vestiges de branchies externes. Les jeunes mesurent de 45 à 80 cm à leur naissance,. Les requins juvéniles se développent lentement, de 12,5 à 15,5 cm par année. Les deux sexes atteignent leur maturité sexuelle à une longueur de 2,2 à 2,4 m.

## Distribution et habitat

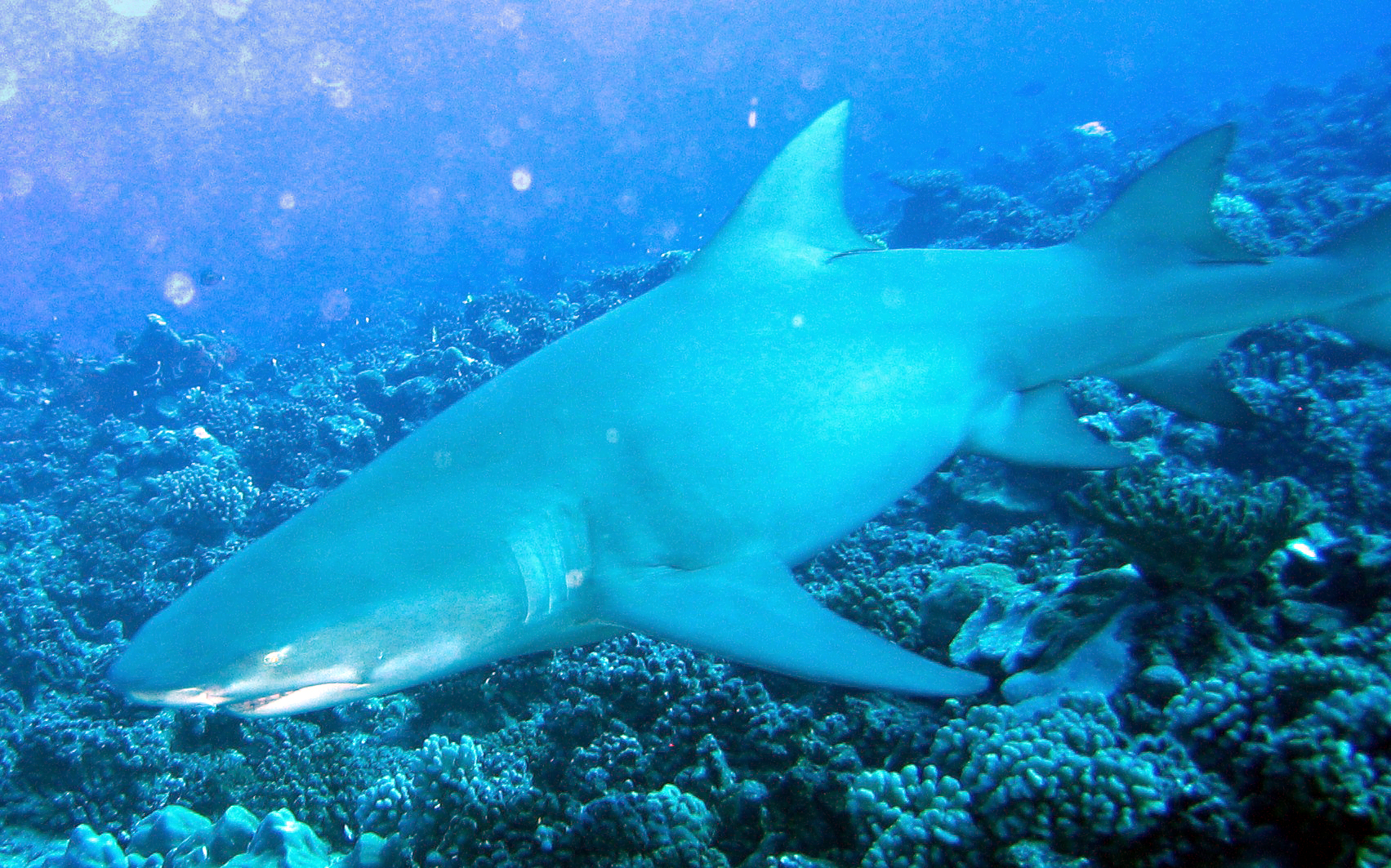
Les récifs coralliens sont l'un des habitats fréquentés par le requin-citron faucille.

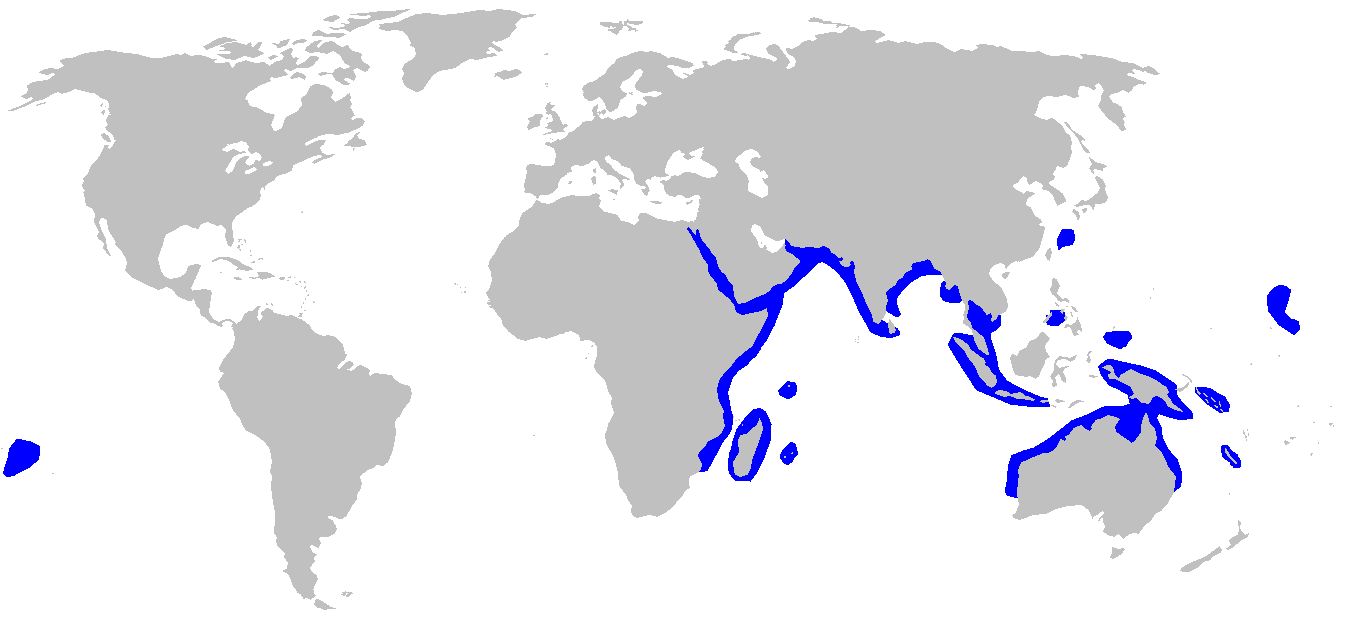
Distribution géographique du requin-citron faucille.

La distribution du requin-citron faucille s'étend de l'Afrique du Sud à la mer Rouge (dont l'île Maurice, les Seychelles et Madagascar), elle continue vers l'est, le long de la côte du sous-continent indien, s'étendant aussi loin qu'au nord de Taïwan et des Philippines et au sud que la Nouvelle-Guinée et du nord de l'Australie. Cette espèce se trouve aussi dans de nombreuses îles du Pacifique, y compris la Nouvelle-Calédonie, les Palaos, les îles Marshall, les îles Salomon, les Fidji, le Vanuatu et la Polynésie française,. Cette espèce a colonisé le Pacifique central par des « sauts » d'une île à l'autre. Ainsi, il y a d'importants niveaux de différenciation génétique entre les populations d'Australie et celles de Polynésie française, séparées par 6200 kilomètres, ce qui suggère qu'il y a peu de croisements, voire aucun, entre les populations régionales.
Le requin-citron faucille vit le long du plateau continental et insulaire ; il se trouve à partir de la zone intertidale jusqu'à une profondeur de 92 mètres. Cette espèce fréquente les eaux troubles des baies, des estuaires et des lagunes et plus rarement les bancs de sable et les récifs. Parfois, certains individus peuvent s'aventurer en eau libre, l'un d'eux a été filmé en 1971 à proximité de la carcasse d'un grand cachalot. Les requins-citrons faucilles juvéniles vivent souvent sur les platiers ou dans les mangroves en eau peu profonde afin que leurs nageoires dorsales soient exposées,. En Herald Bight, au large de l'Australie-Occidentale, se trouve une « nurserie » de juvéniles dans les zones ouvertes des mangroves à moins de trois mètres de profondeur, sauf dans les domaines couverts par la posidonie australienne (Posidonia australis).

## Taxinomie et phylogénie
Le requin-citron faucille fut d'abord décrit sous le nom de Carcharias acutidens par le naturaliste allemand Eduard Rüppell, en 1837, dans Fische des Rothen Meeres (Les Poissons de la mer Rouge). En 1940, l'ichtyologiste australien Gilbert Percy Whitley l'intègre dans le nouveau genre Negaprion. Le spécimen type, désigné en 1960, est un individu de 68 cm de long, pêché dans la mer Rouge au large de Jeddah, en Arabie saoudite. Le nom spécifique acutidens dérive du latin « acutus »  signifiant « pointu » et « dens » signifiant « dent ». Le requin-citron faucille peut être aussi désigné par « requin grandes ailes » et « requin limon faucille ». Le terme « limon » est sans doute une déformation du mot « lemon » signifiant citron en anglais. Cette déformation est tombée dans l'usage courant notamment dans les territoires d'outre-mer français du Pacifique. Le nom faucille fait référence aux nageoires falciformes de ce requin.
Sur la base d'analyses microsatellites, le requin-citron faucille aurait divergé de l'espèce sœur N. brevirostris il y a 10 à 14 millions d'années, lors de la fermeture de la Téthys, séparant ce qui deviendra le requin-citron faucille dans l'océan Indien du requin-citron dans l'océan Atlantique. L'espèce ancestrale des requins-citrons était peut-être N. eurybathrodon, dont des dents fossilisées ont été trouvées aux États-Unis et au Pakistan. Des analyses moléculaires phylogénétiques et morphologiques suggèrent que Negaprion est proche du requin corail (Triaenodon) et du requin sagrin (Loxodon) à la position intermédiaire sur l'arbre phylogénétique des carcharhinidés, entre les genres les plus basaux (Galeocerdo, Rhizoprionodon et Scoliodon) et la plupart des dérivés (Carcharhinus et Sphyrna).

## Relations avec l'homme

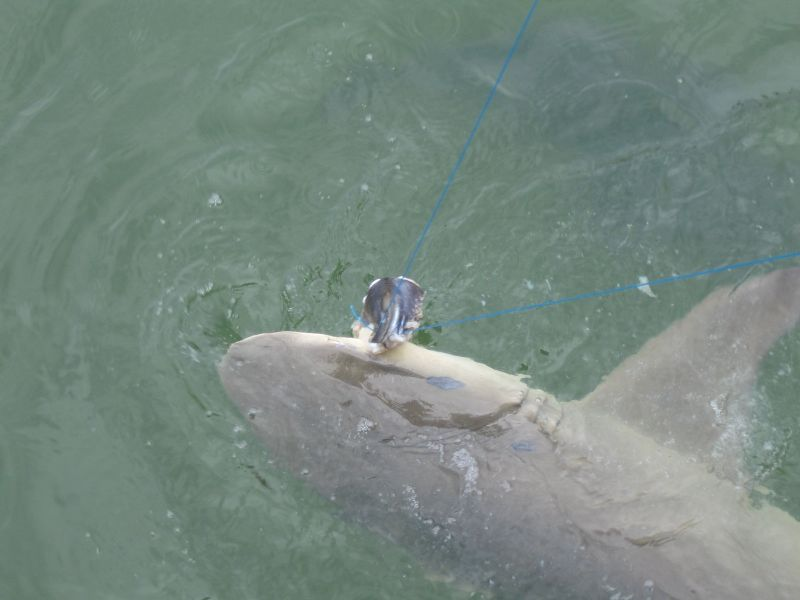
Le requin-citron faucille est menacé par la surpêche.

Plusieurs attaques non-mortelles sur les humains ont été attribuées au requin-citron faucille. En raison de sa taille et de ses dents redoutables, il est considéré comme dangereux et il n'hésite pas à se défendre rapidement et vigoureusement en cas de contact, d'attaque, de provocation ou de panique. Une fois provoqué, ce requin peut être un adversaire tenace : le cas d'un requin ayant forcé un pêcheur polynésien qui ne voulait pas céder son poisson à se réfugier au sommet d'un récif est recensé. Le requin l'a harcelé pendant des heures jusqu'à l'arrivée des secours. Cependant, les observations montrent qu'en présence de plongeurs, ce requin est timide et hésitant, même lorsqu'il est appâté. Souvent, le requin se déplace lorsque le plongeur entre dans son champ visuel. Les jeunes requins seraient plus agressifs et curieux que les adultes. À Moorea, le requin-citron faucille est la principale attraction des plongées d'écotourisme. Ce requin s'adapte bien à la captivité et est souvent présent dans les aquariums publics.
L'Union internationale pour la conservation de la nature (UICN) a évalué le requin-citron faucille comme vulnérable, il est pêché à l'aide de filets maillants flottants ancrés, des filets posés depuis la plage et des palangres. La chair est vendue fraîche ou séchée et salée pour la consommation humaine. Les nageoires sont utilisées pour la soupe d'ailerons de requin et l'huile de foie pour les traitements à base de vitamines. Le requin-citron faucille est très vulnérable à la surpêche locale, en raison de son faible taux de reproduction et de ses mouvements lents et limités. En Asie du Sud, ce requin est devenu rare sous la pression de l'expansion, sans surveillance, de la pêche non-réglementée et a été évalué en voie de disparition par l'UICN. La dégradation de son habitat à grande échelle, y compris la pollution et la pêche à l'explosif dans les récifs coralliens et de la déforestation dans les mangroves, constituent une menace supplémentaire pour la survie de cette espèce dans la région. Le requin-citron faucille a été totalement décimé dans certaines parties de l'Inde et de la Thaïlande et n'a pas été vu dans les marchés indonésiens ces dernières années en dépit de son abondance historique. Au large de l'Australie, le requin-citron faucille est pêché seulement en petit nombre, intentionnellement et de façon accessoire, il est considéré comme une espèce de préoccupation mineure.

## Annexe